# Ivo Babuška
Ivo M. Babuška (* 22. März 1926 in Prag; † 12. April 2023) war ein tschechischer Mathematiker, bekannt vor allem durch seine Beiträge zur Finite-Elemente-Methode und den Beweis des Babuška-Lax-Milgram-Theorems, eine Verallgemeinerung des Lemmas von Lax-Milgram.

## Leben
Babuška erlangte seinen Titel zum Dipl.-Ing. im Bauingenieurwesen im Jahr 1949 an der Tschechischen Technischen Universität Prag. Zwei Jahre später, 1951, erlangte er den Titel Dr. Tech. als Schüler von Eduard Čech und Vladimir Knichal
(1908–1974) am mathematischen Institut der Akademie der Wissenschaften der Tschechischen Republik. Später leitete er dort die Abteilung für partielle Differentialgleichungen, wo er 1955 den Doktor in Mathematik erhielt.
1968 wurde Babuška zum Professor an der University of Maryland, College Park berufen, wo er bis zu seiner Emeritierung im Jahr 1996 lehrte und forschte. Anschließend nahm er eine Stelle am Institute for Computational Engineering and Sciences an der University of Texas at Austin an.
1994 erhielt er den Birkhoff-Preis der American Mathematical Society und des SIAM für (so die Laudatio) seine Entwicklung einer allgemeinen Theorie der Fehlerabschätzung von Finite-Elemente-Methoden und der {\displaystyle p}- und {\displaystyle hp}-Finite-Elemente-Verfahren. 2005 wurde er zum Mitglied der National Academy of Engineering gewählt. Er war Ehrendoktor der Karls-Universität und der Aalto-Universität Helsinki sowie weiterer Hochschulen. 2002 wurde der Asteroid (36060) Babuška nach ihm benannt.

## Werk
Ein bedeutendes Resultat von Babuška ist die sogenannte Ladyschenskaja-Babuška-Brezzi-Bedingung (LBB), oft auch inf-sup-Bedingung genannt, welche er 1970/71 unabhängig von Ladyschenskaja und Brezzi formulierte und bewies. Die LBB-Bedingung ist eine hinreichende Bedingung für Stabilität eines gemischten Finite-Elemente-Problems mit Sattelpunktstruktur. Diese Bedingung spielt eine grundlegende Rolle in der Formulierung von stabilen numerischen Diskretisierungen von den inkompressiblen Navier-Stokes-Gleichungen über die stationäre Stokes-Gleichung bis hin zum Darcy-Gesetz für Strömungen in Sedimentgestein.
Außerdem war Babuška bekannt für seine Arbeiten an adaptiven Finite-Elemente-Algorithmen mittels Verfeinerung der Elementgröße {\displaystyle h} und der Ordnung der Elemente {\displaystyle p} sowie der kombinierten {\displaystyle hp}-Verfahren.
In der Mathematik lieferte er unter anderem Beiträge zur Zerlegung der Eins, welche für Glattheitsaussagen und Existenzbeweise von partiellen Differentialgleichungen in der Variationsformulierung grundlegend sind.
Babuška publizierte mehr als 300 Artikel in wissenschaftlichen Zeitschriften, lieferte über 70 Beiträge zu Konferenzen und schrieb mehrere Bücher. Zudem wurden seine Arbeiten mehrfach prämiert.